# 367406 Buser
367406 Buser este o planetă minoră (asteroid) din centura de asteroizi. A fost descoperită pe 30 august 2008 la Winterthur de Markus Griesser⁠(d). 
Obiectul prezintă o orbită caracterizată de o semiaxă mare de 3,1321883520404 UAi, o excentricitate de 0,23, o înclinație de 8,3 ° în raport cu ecliptica.